# کرامت‌الله سعیدوف
کرامت‌الله سعیدوف (زادهٔ ۱۲ اکتبر ۱۹۹۹) یک بازیکن فوتبال حرفه‌ای تاجیکستانی است که در حال حاضر برای باشگاه فوتبال ختلان بازی می‌کند.